# Jisha'ajahu Schwager
Jisha'ajahu Schwager (héberül: ישעיהו שווגר, lengyelül: Jeszaja Szwagier; Lengyelország, 1946. február 10. – Izrael, 2000. augusztus 31.) izraeli válogatott labdarúgó.

## Pályafutása

### Klubcsapatban
1962 és 1976 között a Makkabi Haifa játékosa volt. 

### A válogatottban
1966 és 1974 között 25 alkalommal szerepelt az izraeli válogatottban. Részt vett az 1968. évi nyári olimpiai játékokon és az 1970-es világbajnokságon.

## Külső hivatkozások
- Jisha'ajahu Schwager adatlapja a National-Football-Teams.com oldalon (angolul)

- Jisha'ajahu Schwager profilja az Olympedia oldalán (angolul)